# 大成会
大成会（たいせいかい）は、明治時代の日本の温和派の院内会派である（1890年8月23日 - 1891年12月26日）。
1890年の第1回衆議院議員総選挙後、立憲自由党及び立憲改進党に属しない議員の糾合の動きが盛んになった。彼らは党派色の強い民権派系の自由・改進両党（民党）に対抗する意図を有していたが、政府との関係や新しい組織を政党とするか院内会派にするかなどその意見は様々であった。
それでも、1890年8月22日に会則と「大成会」の名称が定められ、翌日に東京の愛宕館で正式な結成大会が開かれて、この会が衆議院議員有志によって構成される団体であると位置付けて政党である事を否定した。これは、日本の議会に政党自体を不要と考える超然主義を唱える議員に配慮したものである。代表者として3名の常務委員（増田繁幸・堀部勝四郎・俣野景孝）が選出された。この他、杉浦重剛・元田肇・津田真道・末松謙澄・岡田良一郎・西毅一・天野若円らが参加して、「不偏不党」・「中立」を掲げた。
一般には大成会を「吏党」すなわち政府与党とする見方があるが、当時の政府が掲げる超然主義においては、「与党」の存在自体を否定している事、また「吏党」という呼称も民党側の非難の過程で生まれた言葉であり、実際には「反民党」勢力ではあっても「親政府」勢力ではなかったとされている。ただ、政治志向に保守的な側面が強いために政府の政策に近く、政府との全面対決を掲げた民党よりは政府に対して宥和的な立場であった（もっとも、集会条例・新聞紙条例などの緩和のように、民党と結んで政府と対立した案件も存在する）。
あくまでも大成会は院内会派であり、政党ではなかったため、1891年の衆議院解散によってその時点で役割を果たしたものとして解散された。